# Marguerite d'Évreux
Marguerite d'Évreux, née vers 1307, morte vers 1350 est comtesse d'Auvergne et de Boulogne de 1325 à 1332 par son mariage avec Guillaume XII d'Auvergne. Elle est la fille de Louis d'Évreux et de Marguerite d'Artois.

## Biographie
En 1325, elle épouse au château de Busséol Guillaume XII d'Auvergne, fils de Robert VII d'Auvergne, comte d'Auvergne et de Boulogne, et de Blanche de Bourbon.
On ne connaît de cette union qu'un seul enfant :
- Jeanne Ire d'Auvergne (1326-1360) dite Jeanne de Boulogne,
  1. De son propre chef : comtesse d'Auvergne et de Boulogne (1332-1360),
  2. Par son second mariage : reine de France (1350-1360).